# Monster Hunter
Pour le premier jeu de la série, voir Monster Hunter (jeu vidéo).
 (août 2011).
 (août 2011).
Monster Hunter (モンスターハンター, Monsutā Hantā) est une série de jeux vidéo développée et éditée par Capcom. Le premier opus, Monster Hunter sur PlayStation 2, place le joueur dans la peau d'un chasseur de monstres évoluant dans un univers fantaisiste. La série a évolué et s'est étendue sur plusieurs générations de consoles.

## Système du jeu

### Généralités
Le concept de la série repose sur un principe de hack and slash traditionnel, axé sur la coopération entre joueurs, via Internet et mode local.
Il reprend les bases de Phantasy Star Online et l'adapte à un univers fantasy où les objectifs des joueurs sont orientés sur la confrontation de monstres.
Sur PlayStation Portable (PSP), si le gameplay et le contenu sont identiques, les possibilités sont différentes : les joueurs ne peuvent pas jouer en ligne. L'intérêt du jeu se fonde sur un multijoueur local où chaque participant doit disposer d'une console et d'un jeu.
Le chasseur peut obtenir des composants sur les monstres chassés qui serviront à créer ou améliorer ses armes et à créer de nouvelles armures et armes. Selon l'opus, les types d'armes disponibles et leur gameplay varient, les opus plus récents présentant plus de possibilités que les anciens.
En comptant tous les opus, Les classes sont au nombre de 18; Épée et Bouclier, Doubles Lames, Grande Épée, Lancecanon (ou Lanceflingue), Lance, Morpho-hache, Fusarbalète lourd, Fusarbalète mixte, Fusarbalète léger, Cor/Corne de chasse, Arc, Épée Longue (ou Katana), Marteaux, Tonfas, Volto-hache, Insectoglaive, Magnet-Spikes et le Miaroudeur. Les classes sont parfois ponctuées de styles de chasse, selon l'opus.
Le joueur incarne un humain à qui la Guilde des chasseurs (organisation principale dans l'univers de la franchise, étudiant les monstres, leurs populations et leurs déplacements) a assigné un rôle de protecteur dans un village se trouvant sous la menace d'un monstre avec quelques variantes en fonction des opus. Il va ainsi se voir proposer une multitude de quêtes avec plusieurs niveaux de difficultés, ainsi qu'un palier défini (le plus souvent, bas, haut et G, ce dernier étant aussi appelé Rang Maître). Durant ces quêtes, accompagnées souvent de sous-quêtes secondaires et facultatives, le chasseur affrontera différentes créatures, utilisant les matériaux qu'il aura pu collecter en réussissant la quête pour améliorer son équipement (armes et armures) et ainsi en affronter de plus puissantes. Les quêtes, tout opus compris, devant être réalisées obligatoirement avant la fin d'un timing de 50 minutes. Dans certains cas, le joueur a aussi la possibilité de faire des chasses en dehors des quêtes :
1. Les quêtes de cueillette où le joueur devra partir dans différentes zones pour recueillir certains composants dans la nature (tels que des champignons, des minerais, etc.), le joueur doit rapporter les objets à un point de stockage, en veillant à stocker les ressources facultatives avant celles demandées, avant de valider la quête.
2. Les quêtes de chasse où le joueur devra aller chasser un ou plusieurs monstres dans une zone donnée, soit les quêtes principales. La façon de procéder pour réaliser ces quêtes est facile, il suffit juste de faire des dégâts au monstre continuellement, grâce à des pièges, pour l'immobiliser, en effectuant des combos avec les armes. Dans les jeux plus récents, il est même possible de monter sur le dos ou sur des parties du corps précis du monstre pour lui faire de petits dégâts pour l'affaiblir puis le faire tomber ou alors le fatiguer durant quelques secondes (la technique et le procédé varie selon l'opus), jusqu’à le tuer tout en esquivant ses attaques (lorsque le monstre boite, c'est signe qu'il est près de la mort). Cependant, certaines quêtes demanderont seulement de repousser un monstre, c'est-à-dire lui faire des dégâts jusqu'à ce qu'il prenne la fuite, voir pour certaines de choisir entre le repousser ou le tuer.
3. Les quêtes de capture où le joueur devra, à l'instar des quêtes de chasse, traquer un monstre et l'affaiblir pour ensuite le prendre au piège et l'endormir, à l'aide de tranquillisants (ou bombes tranquillisantes) prévus à cet effet. Le procédé est le même, la différence étant qu'il faut garder le monstre vivant à la fin. Dans certaines quêtes de chasses normales, il est possible de choisir entre capturer ou tuer un monstre.

Les jeux de la licence Monster Hunter comprennent de nombreuses quêtes réparties en général dans deux grandes classes :
- les « quêtes du village » qui sont les quêtes données par le chef du village ou les villageois (ou même la déléguée de la guilde comme c'est le cas dans l'opus Wii) réparties dans six classes généralement (à savoir, les quêtes 1*, les quêtes 2* (**), les quêtes 3* (***), les quêtes 4* (****), les quêtes 5* (*****) et enfin les quêtes dites « urgentes », qui apparaissent aux derniers moments) et avec une moyenne de dix quêtes par classes (certaines classes ont moins de dix quêtes tandis que d'autres en ont bien plus) ;
- les « quêtes de la guilde » qui sont des quêtes bien plus nombreuses et qui se jouent en multijoueur en général (elles sont faisables en solo mais perdent beaucoup de leur intérêt), c'est-à-dire soit en multijoueur local pour les opus PSP, soit en ligne pour les opus Wii, PS2 et Nintendo 3DS. Ces quêtes permettent d'améliorer son « rang » (ou « HR ») et ainsi d'accéder à d'autres quêtes et débloquer d'autres monstres à chasser. On voit ainsi certains opus avoir des « HR » disponibles jusqu'au rang 100 (« HR+100 ») ou plus.

Ces systèmes font des opus Monster Hunter des jeux ayant un très fort potentiel au niveau de la durée de vie. En effet, par l'existence des trois paliers de niveaux (bas, haut et G), chacun proposant des quêtes elles-mêmes de différents niveaux, il est possible d'affronter les mêmes monstres à un niveau bien plus difficile, et ainsi d'obtenir de meilleurs composants, permettant ainsi de prolonger encore davantage la durée de vie.

### Monstres
Éléments phares de la série Monster Hunter, les monstres sont de forme, de tailles et de couleurs variées. Ceux-ci se divisent en deux grandes catégories : les monstres de petite taille (les herbivores ou des monstres que l'on voit dans beaucoup d'endroits) et les monstres de grandes tailles (qu'il faut généralement chasser). Ils sont également classés selon des sous-catégories, qui rassemblent les monstres selon leurs caractéristiques (Wyvernes Brutales, Wyvernes Volantes, Léviathans…). Le bestiaire du jeu est essentiellement basé sur et inspiré par des créatures préhistoriques, mythologiques, fantastiques, chimériques, de n'importe quelle origine, ou encore basé simplement sur certains animaux réels. Beaucoup de monstres sont propres à un seul opus de la franchise.

#### Grand monstre
Les monstres de grande taille sont les principaux adversaires des chasseurs. Disposant de capacités variées et habitant différents habitats, ils sont les plus nombreux. Ils sont capables d'entrer dans un état de rage (de la fumée sortant de leurs narines) où leur puissance est décuplée, mais cela a comme contrecoup de provoquer également chez eux des périodes de fatigue où ils sont plus vulnérables (de la salive coule de leur gueule, ils frappent moins fort et sont généralement plus lents). Par leur diversité, le niveau de dangerosité entre les espèces peut être très différent. À de rares exceptions, leurs particularités physiques (cornes, excroissances…) sont cassables (ou sectionnables s'il est question de la queue), ce qui peut faire tourner le combat à l'avantage du chasseur si le monstre ne peut plus utiliser une capacité à cause de ça.

#### Dragon ancien
Certains des grands monstres sont des créatures appelées Dragons anciens, de puissantes créatures, faisant souvent office de vrai boss de demi ou fin de jeu, voire fin de jeu multijoueur ou à battre en Quête urgente pour passer aux quêtes de niveau supérieur. Y sont parfois classés des monstres qui ne rentrent dans aucune autre catégorie, mais ils ont en commun d'être rares et très puissants. Contrairement aux autres grands monstres, ces Dragons anciens sont « inépuisables ». En effet, ils n'ont aucune phase de fatigue, bien qu'ils puissent tout de même entrer en état de rage (qui se traduit généralement pour les autres grands monstres par de la fumée sortant de leur nez, un état dans lequel leur vitesse et leur force sont généralement accrues. On ne peut pas les capturer,  que ce soit avec des pièges à choc, pièges à fosse ou avec des tranquillisants). Il y a deux catégories, les « Véritables-Dragons », qui possèdent quatre pattes et deux ailes (sauf le Lao-Shan Lung) et les « Faux-Dragons », qui ne sont pas de vrais dragons et qui ont obtenu ce titre par leur puissance démesurée.

#### Sous-espèce
Il existe aussi des sous-espèces : elles appartiennent à la même catégorie et ont une apparence quasiment identique à celle de l'espèce classique, à la différence que leurs caractéristiques (attributs, puissance, défense…) et bien souvent leur couleur est différente (ex. : les attaques du Ludroth royal, dont la crinière est jaune, sont d'attribut eau tandis que le Ludroth royal pourpre, dont la crinière est violette, sont d'attribut poison).

#### Variant
Il existe la catégorie des « Variants », divisé en deux groupes : les « Exotiques », qui sont des individus très âgés ayant évolué et qui sont plus expérimentés,  et les « Zénith », qui sont des individus ayant acquis de naissance des changements physionomiques propres à eux et leur donnant un avantage supplémentaire, ces derniers sont uniquement présents dans Monster Hunter Frontier Z.

#### Autres espèces
Il est à noter qu'il existe d'autres classes, comme celles des Espèces originelles, qui ressemblent aux ancêtres des espèces classiques, des Espèces rares, qui sont des espèces à part entière, cousines des espèces classiques, moins fréquentes que ces dernières et plus rares que les sous-espèces (les deux types étant souvent confondus), des Espèces solitaires, également des espèces à part entière dont les individus vivent seuls, et les Variantes, qui sont des individus des espèces classiques et non des sous-espèces ni des espèces rares, dans laquelle la catégorie des monstres Exotique et Zénith s’emboîtent officiellement. Chaque monstre de la franchise possède des formes Hard-Cores ou aussi appelé version G, qui sont des formes plus fortes et dures à combattre, qui s’emboîtent aussi dans les variantes dans la mesure où ces formes sont différentes de celles de base.

#### Catégorie
Il y a au total 19 catégories principales de créatures, dont six forment une famille appelée « Wyvernes » ; les Wyvernes étant parmi les monstres les plus présents dans la saga :
- les Herbivores regroupent toutes les créatures passives du jeu, qu'elles soient reptiliennes ou mammifères ; elles sont les proies des monstres plus grands ;
- les Lyniens sont une race de créatures autochtones intelligentes qui vivent avec les humains et qui sont de bons compagnons ; la race est divisée en deux sous-ensembles : la race Féline et la race Humanoïde ;
- les Poissons sont des créatures marines passives et des proies pour les monstres marins ;
- les Neoptérons sont des insectes, plus ou moins dangereux qui possèdent des carapaces dures et voyagent en essaims ;
- les Carapacéons sont des crustacés qui possèdent également des carapaces dures ;
- les Temnocérans sont des arachnides qui peuvent tisser des toiles ;
- les Amphibiens possèdent des pattes arrière puissantes pour les propulser ;
- les Léviathans sont des créatures marines prédatrices qui dominent leur environnement et qui sont tout aussi à l'aise sur terre que dans l'eau ;
- Les Célaphopodes regroupant les monstres "pieuvres" apparut dans Monster Hunter Wilds avec le Nu Udra et le Xu Wu ;
- les Pélagus (ou Bêtes à crocs) sont tous des mammifères comme les canidés ou les primates ; ce sont des monstres très agiles et vifs ;
- les Wyvernes volantes sont des reptiles volants, d'apparence draconitique pour certains, très à l'aise dans l'art du vol et des attaques aériennes. Ils possèdent deux pattes et deux ailes sauf certains qui en sont dépourvues, mais dont les ancêtres en étaient théoriquement pourvues ;
- les Wyvernes rapaces sont des reptiles aux allures de droméosauridae qui possèdent des ailes, mais de plus petite taille que les Wyvernes volantes. Les premiers vivent en groupe sous l'autorité d'un dominant tandis que les seconds vivent en solitaire ;
- les Wyvernes de terre (ou Wyverne brute) sont des reptiles dangereux et puissants, bipèdes avec des avant-bras atrophiés, exclusivement terrestres ;
- les Wyvernes à crocs sont des reptiles, divisés en deux groupes. Le premier groupe rassemble des créatures aux allures de loup à fourrure et le second groupe rassemble des créatures aux allures de lézards. Ils ne doivent pas être confondus avec les Pelagus ;
- les Wyvernes aquatiques sont des reptiles aux allures de poissons, adaptés à la vie sous l'eau et dont les ailes se sont transformées en nageoires ;
- les Wyvernes serpents ressemblent à des serpents ; ils possèdent de longs corps enroulés et des langues fourchues ;
- les Inclassables regroupent les monstres non-classés jusqu’à aujourd'hui, et dont on ignore tout ;
- les Dragons anciens regroupent les monstres les plus puissants et les plus grands à ce jour et pour lesquels on ignore beaucoup de choses, sauf qu'ils sont extrêmement dangereux. Il y a deux sous-catégories : les « Véritables-Dragons » qui possèdent quatre pattes et deux ailes (sauf le Lao-Shan Lung) et les « Faux-Dragons » qui ne sont pas de vrais dragons et qui ont obtenu ce titre par leur puissance démesurée ;
- les ??? (ou Inconnu) regroupent des monstres dont on ignore tout, l'unique différence entre cette catégorie et celle des Monstres non classés est que la première a été officiellement reconnue dans la saga comme une catégorie à part entière, alors que la seconde regroupe les monstres qui n'ont pas encore été mis dans une catégorie.

### Monde
Le monde de Monster Hunter se compose d'un vaste environnement, se déroulant jusqu'à maintenant sur un seul et unique grand continent et quelques îles le touchant presque (comme celle du village Moga dans le troisième opus), et sur une grande île lointaine au large, au-delà de l'horizon, nommée le Nouveau Monde (le continent prenant le nom d'Ancien Monde) et ayant une île voisine nommé le Givre éternel (les deux derniers lieux depuis Monster Hunter: World et son extension Iceborne. Si le Givre éternel est présenté comme une carte du Nouveau Monde, il doit être regardé comme une île à part entière). 
Tout ces lieux se composent de biomes et de régions variés allant du désert, chaud et brûlant, aux montagnes de glaces, enneigées et glaciales, avec des paysages magnifiques remplies de ressources diverses, mais en permanence dangereux, hostiles et mortels, certains lieux étant vraiment très reculés et peu fréquentés, comme les ruines de la Civilisation antique, ou d'autre lieux autrefois habités, mais abandonnés il y a longtemps. C'est dans cette nature qu'évoluent les monstres et où les chasseurs mènent leur chasses. 
Les humains et leurs compagnons, eux, vivent un peu partout, dans des villes et villages ou encore de grande bases, parfois reliées à la mer, et reliées entre elles par des routes coupant le territoire des monstres, construites de façon très complexes et ordonnées, sûres et sécurisées, de même que leurs alentours, faisant d'eux les territoires des humains, dans lesquels les monstres, même volants ou marins, ne s'aventurent ou n'approchent pas. 
Ces endroits habitables sont perpétuellement en activité, les humains vaquant à leurs différentes occupations et métiers, les chasseurs logeant dans des habitations. Il y a des forges où les chasseurs viennent créer ou améliorer leurs armes et équipements avec les matériaux qu'ils ont récupérés, des Guildes où ils réclament leur quêtes, des cantines où ils viennent manger, récupérer des forces, ou encore des lieux de détente où les chasseurs peuvent se reposer et faire toutes sortes d’activités; ces endroits sont aussi appelés hubs. 
Il existe aussi des arènes, dans lesquels les monstres sont volontairement placés pour prendre part à des combats se rapprochant de ceux des gladiateurs, cela servant d'entraînement aux chasseurs.

## Liste des jeux
Les opus sont généralement édités en plusieurs fois. D'abord, des versions « test » ne comportant pas de Rang G voient le jour (Monster Hunter, Monster Hunter 2 / Monster Hunter Freedom 2, Monster Hunter Portable 3rd, Monster Hunter Tri, Monster Hunter 4 et Monster Hunter World), puis les opus Ultimate (ou G (pour Gold) au Japon) sont des versions améliorées des modèles de base, sortis un an ou deux après l'opus original.

## Produits et œuvres dérivés
Un manga de type shōnen créé par Hiro Mashima, nommé Monster Hunter Orage, est librement inspiré de la série de jeux vidéo. Le héros, Shiki, part à la recherche de Miogaruna, un monstre légendaire dont son maître, mort, était à la recherche. Une série de quatre tomes, publiée en version française par Pika Édition. Un second shōnen manga nommé Monster Hunter Flash est écrit par Shin Yamamoto et Keiichi Hikami et publié en version française par Kazé. Il existe également un jeu de cartes à collectionner appelé Monster Hunter Hunting Card.
Pour Monster Hunter Portable 3rd, le jeu s'est associé à de nombreuses marques comme des boissons fraîches, des T-Shirts de la marque Uniqlo, une autre proposant aussi des sacoches pour la PSP aux couleurs du jeu ainsi qu'une émission de télévision, un dessin animé, une source d'eau chaude, un restaurant, un studio Universal au Japon, deux parcs d'attractions et des jeux vidéo comme Metal Gear Solid proposant des armures de Snake ou The Boss. X Radar Portable 2 propose de changer l'interface du radar pour les mettre aux couleurs de Monster Hunter.
En outre, depuis 2015, la société Kawada propose au Japon une collection de set Nanoblock (mini Lego) des principaux monstres de la série.
La franchise connaît également un long métrage, Monster Hunter, écrit et réalisé par Paul W. S. Anderson et sorti en 2020.

## Accueil
Le premier Monster Hunter a remporté un succès important pour un jeu original au Japon. Les ventes totales du titre ont approché les 300 000 exemplaires ce qui a conduit Capcom à sortir une extension, Monster Hunter G, qui s'est un peu moins bien vendue et qui n'est pas sortie en Europe. Néanmoins, le véritable succès est arrivé sur la PlayStation Portable avec le portage du premier épisode. Celui-ci a également réalisé un bon démarrage de plus de 100 000 exemplaires ce qui en faisait à l'époque le meilleur démarrage de la console. Le jeu est resté longtemps classé dans les meilleures ventes et a finalement dépassé le million d'exemplaires après sa baisse de prix, devenant la meilleure vente de la console au Japon.
Le deuxième épisode sorti sur PlayStation 2 rencontre alors un plus grand succès que le premier opus et parvient à approcher les 700 000 exemplaires vendus. Néanmoins, quelques mois plus tard, Capcom décide également de sortir une adaptation sur PlayStation Portable. Celle-ci devient le meilleur démarrage sur cette console au Japon avec plus de 700 000 exemplaires vendus en quatre jours, soit déjà plus que le total des ventes de la version originale sortie sur PlayStation 2. Ce qui en fait également le meilleur démarrage de l'histoire de la société Capcom depuis Resident Evil 3 sorti en 1999.
Mais c'est un an plus tard que le phénomène explose vraiment avec la sortie du premier épisode inédit sur PlayStation Portable, Monster Hunter Freedom Unite, la 2d édition de Monster Hunter Freedom 2. Le jeu démarre à plus de 800 000 exemplaires, provoquant ainsi de nouveaux records, propulsant les ventes de la PlayStation Portable et se maintenant tout au long de l'année dans les meilleures ventes. Il devient alors l'un des plus gros phénomène de l'histoire du jeu vidéo au Japon. Les métros se retrouvent bondés de personnes qui jouent à leur PSP, et un grand nombre de produits dérivés apparaissent. Le titre constitue ainsi la meilleure vente de l'année 2008 au Japon, une performance qui était monopolisée par Nintendo depuis trois ans. Grâce à la version The Best, réédition du jeu à petit prix, le titre de Capcom va continuer à se vendre tout au long de l'année 2009 et reste ainsi la meilleure vente de la console durant cette année. Le jeu accumule à ce jour un total de plus de 3,5 millions d'exemplaires en cumulant le jeu avec sa réédition à bas prix, ce qui en plus d'en faire la meilleure vente de la PSP, en fait la 19e meilleure vente de l'histoire du pays, soit également la meilleure vente de l'histoire de Capcom, mais aussi la meilleure vente de l'histoire, hors jeux Nintendo et Dragon Quest, il surpasse ainsi tous les épisodes de Final Fantasy.
En août 2009 (au Japon), le troisième opus sort en exclusivité sur Wii, avec un mode online. Il s'écoule à plus de 500 000 exemplaires en quatre jours, et dépasse finalement le million d'exemplaires vendus, ce qui en fait la meilleure vente d'un éditeur tiers sur la Wii au Japon. Le succès reste bien en dessous de Monster Hunter Freedom Unite, ce qui prouve que le succès de la série provient essentiellement du multijoueur en local, alors qu'il s'agissait à l'origine d'un concept pensé pour le online. Néanmoins, ce qui pousse Capcom à continuer de proposer les nouveaux épisodes d'abord sur console de salon.
Le succès de la série a encouragé l'arrivée de nombreux jeux qui se sont inspirés du concept au Japon. Proposer un mode multijoueur en local dans les jeux d'aventure ou jeux de rôle est ainsi vite devenu incontournable, notamment dans des jeux comme Dragon Quest IX, même s'il n'est pas possible de prouver que l'apport du mode multijoueur a été causé par le succès des Monster Hunter. On peut également citer la série des Phantasy Star qui a certainement été la première source d'inspiration des Monster Hunter : après le succès de la série de Capcom, Sega décide de sortir Phantasy Star Portable sur PlayStation Portable, jeu qui devient rapidement la meilleure vente de l'histoire de cette série. Il conservera ce titre jusqu'à la sortie de Monster Hunter: World en 2018.
La série tente également de se développer sur d'autres marchés, comme le montre Monster Hunter Online, sorti sur PC exclusivement en Chine. Il s'agit d'un MMORPG développé par Tencent Games et tournant sur CryEngine 3.
Depuis la sortie de Monster Hunter: World en 2018 (le 26 janvier sur PS4 et Xbox One, le 9 août sur PC), la série connait un succès sans précédent à l'échelle mondiale. Des graphismes améliorés et de nouvelles mécaniques séduisent les joueurs du monde entier. En quelques mois, Monster Hunter: World surpasse toutes les espérances et devient le jeu le plus vendu par Capcom. Son extension, Monster Hunter World: Iceborne, sortie le 6 septembre 2019 sur consoles et le 9 janvier 2020 sur PC, viendra encore améliorer ce jeu qui avait déjà battu tous les records haut la main. Aujourd'hui, le jeu cumule plus de 20 millions de ventes (15 millions pour Monster Hunter: World et 5 millions pour Monster Hunter World: Iceborne). Encore à ce jour, jamais Capcom n'a vendu autant d'exemplaires d'un de ses titres.